# 760. artilerijski bataljon Slovenske vojske
760. artilerijski bataljon (kratica: 760. AB) je artilerijska formacija Slovenske vojske; bataljon je nastanjen v vojašnici Slovenska Bistrica.

## Zgodovina
1. julija 2002 je bil bataljon premeščen iz sestave 3. operativnega poveljstva Slovenske vojske v sestavo 72. brigade Slovenske vojske. 11. maja 2004 je bataljon opravil prvo artilerijsko bojno streljanje pripadnikov stalne sestave na osrednjem vadbišču Slovenske vojske Postojna.

## Poveljniki
- stotnik Ludvik Ožvald
- podpolkovnik Bojan Vogrinc (1. februar 1996 - 2001)

## Oprema
- havbice TN-90